# Kachowka
Kachowka (ukr. Каховка) – miasto na południu Ukrainy, w obwodzie chersońskim. W 2019 liczyło 35,9 tys. mieszkańców.
Miasto leży nad Zbiornikiem Kachowskim, jest ośrodkiem przemysłu maszynowego, metalowego oraz spożywczego. 

## Historia
Miasto targowe założone 17 stycznia 1791 roku jako własność rosyjskiego płk. D.M. Kulikowskiego na miejscu dawnej tureckiej fortecy Islam-Kermen, strzegącej tawańskiej przeprawy przez Dniepr. Nazwa miasta upamiętnia Wasilija Kachowskiego, gubernatora obwodu taurydzkiego utworzonego na ziemiach anektowanego Chanatu Krymskiego. 
Między 7 sierpnia a 28 października 1920 r. w czasie rosyjskiej wojny domowej w pobliżu miasta toczyła się bitwa pod Kachowką między Armią Czerwoną a białym gen. Wrangla. Czerwoni bronili przyczółka na prawym brzegu Dniepru pozwalającego na ofensywę w kierunku Krymu. Bitwę upamiętnia w mieście pomnik taczanki.
Po powstaniu w latach 1950–1956 elektrowni wodnej w Nowej Kachowce, co skutkowało szybkim rozwojem tamtego ośrodka, Kachowka zaczęła tracić znaczenie na rzecz nowego miasta. W 2020 w ramach ukraińskiej reformy terytorialnej Kachowka utraciła status siedziby władz regionalnych, zlikwidowano dawny rejon kachowski a siedzibą nowego, powiększonego rejonu została Nowa Kachowka.
W pobliżu miasta znajduje się przepompownia wód Zbiornika Kachowskiego zasilająca zbudowany w latach 1960–1980 Kanał Kachowski nawadniający 220 tys. hektarów uprawnych oraz zaopatrujący w wodę miasta Melitopol i Berdiańsk.
Na początku inwazji Rosji na Ukrainę w 2022 miasto zostało zajęte przez wojska Federacji Rosyjskiej.